# Surattha
Surattha là một chi bướm đêm thuộc họ Crambidae. Trước đây chi này được xếp đồng nghĩa với Prionapteryx bởi Stanisław Błeszyński vào năm 1967. Chúng được tách ra thành chi hợp lệ bời Graziano Bassi và Wolfram Mey vào năm 2011.

## Các loài
- Surattha africalis (Hampson, 1919)
- Surattha albipunctella Marion, 1957
- Surattha albistigma Wileman & South, 1918
- Surattha albostigmata Rothschild, 1921
- Surattha amselella Błeszyński, 1965
- Surattha carmensita (Błeszyński, 1970)
- Surattha diffusilinea Hampson, 1919
- Surattha fuscilella Swinhoe, 1895
- Surattha invectalis Walker, 1863
- Surattha luteola Bassi & Mey in Mey, 2011
- Surattha margherita Błeszyński, 1965
- Surattha nigrifascialis (Walker, 1866)
- Surattha obeliscota Meyrick, 1936
- Surattha rufistrigalis Fawcett, 1918
- Surattha soudanensis Hampson, 1919
- Surattha strioliger Rothschild, 1913